# Ministère des Politiques agricoles, alimentaires et forestières
Le ministère des Politiques agricoles, alimentaires et forestières (en italien : Ministero delle Politiche Agricole Alimentari e Forestali, abrégé en MiPAAF) est le département ministériel responsable de l'agriculture, de l'alimentation, de la sylviculture et de la pêche en Italie.
L'actuel ministre est Francesco Lollobrigida, depuis le 22 octobre 2022.

## Histoire
Le ministère chargé de l'agriculture a été créé par Camillo Benso, comte de Cavour lors de son troisième gouvernement du royaume de Sardaigne en 1860, puis transféré au premier gouvernement du royaume d'Italie en 1861, confié à Giuseppe Natoli et portant le nom identique de ministère de l'Agriculture, de l'Industrie et du Commerce.
En 1916, le ministère de l'agriculture est créé par le gouvernement Boselli, à la suite de sa séparation du ministère susmentionné : le ministère est conçu et organisé pour répondre aux besoins d'approvisionnement de la première guerre mondiale. En 1923, il est absorbé par le ministère de l'Économie nationale en cours de création, qui fusionne le ministère de l'industrie et du commerce et le ministère du Travail et de la Sécurité sociale par le gouvernement Mussolini.
Le ministère reprend ses anciennes fonctions en 1929, toujours sous le gouvernement Mussolini, sous le nom de ministère de l'Agriculture et des Forêts, nom qu'il conservera après la naissance de la République ; les compétences relatives à l'industrie et au commerce sont en revanche transférées à un autre ministère, le ministère de l'Industrie et du Commerce (aujourd'hui ministère du Développement économique).
Avec la mise en place des régions, prévue par la Constitution républicaine en 1970, de nombreuses fonctions du ministère ont été transférées aux autorités locales susmentionnées (comme, par exemple, la protection de certaines zones naturelles protégées, qui sont devenues des parcs régionaux).
Après le résultat positif d'un référendum en 1993, qui a abrogé la loi qui l'avait créé, les compétences du ministère ont été encore réduites, et son nom a donc été changé plusieurs fois :
- Ministère de la coordination des politiques agricoles, alimentaires et forestières (depuis le 5 août 1993) ;
- Ministère des ressources agricoles, alimentaires et forestières (depuis le 5 décembre 1993, ex-Loi 491/1993, sur la réorganisation des compétences régionales et étatiques en matière agricole et forestière, sous le gouvernement Ciampi ;
- Ministère des politiques agricoles (depuis le 5 juin 1997, anciennement décret législatif 143/1997) ;
- Ministère des politiques agricoles et forestières (MIPAF, depuis le 14 septembre 1999, ex décret législatif 300/1999, dit réforme Bassanini) ;
- Ministère des politiques agricoles, alimentaires et forestières (MIPAAF, depuis le 17 mai 2006, sous le gouvernement Prodi II).

La réforme Bassanini a limité les compétences du ministère à l'agriculture et à l'alimentation, mais surtout à la représentation des intérêts unitaires de l'Italie au sein de l'Union européenne, afin d'éviter la perte des fonds de la PAC, la Politique Agricole Commune. Il a donc fait l'objet d'une réforme organisationnelle en 2005.
La réforme Madia a supprimé le Corpo Forestale dello Stato (Corps forestier de l'État) le 1er janvier 2017 (voir ci-dessous), qui était jusqu'à cette date inclus dans les structures opérationnelles du MiPAAF, ne laissant que certaines fonctions administratives en matière forestière à la Direction générale des forêts (Direzione Generale delle foreste) nouvellement créée (voir ci-dessous).
Le décret-loi n° 86 du 12 juillet 2018 a également transféré au ministère les fonctions relatives au tourisme, qui étaient exercées par le ministère du Patrimoine et des Activités culturelles depuis 2013. Le transfert, décidé par le gouvernement Conte I, visait à "favoriser une politique intégrée pour la valorisation du Made in Italy et la "promotion cohérente et durable de Sistema Italia". Dans une note d'août 2018, le ministère a informé les opérateurs et les organismes de contrôle que l'acronyme utilisé devait passer de MIPAAF à MIPAAFT.
À la naissance du gouvernement Conte II, le 5 septembre 2019, le Premier ministre Giuseppe Conte a établi que la compétence sur le tourisme était réabsorbée par le ministère des Biens et Activités culturels. Le transfert des fonctions a eu lieu avec le décret-loi n° 104 du 21 septembre 2019 ; par conséquent, le ministère a repris l'acronyme MIPAAF.

## Description

### Fonctions
Le MiPAAF traite de la politique agricole, sans préjudice des compétences des régions et des provinces autonomes, de l'agroalimentaire, de la pêche, de l'aquaculture, des forêts, des forêts anciennes, des arbres monumentaux, de la faune, des courses hippiques, des fraudes alimentaires, de la sécurité alimentaire, des fonctions et des tâches de l'État concernant l'agriculture et les forêts, de la chasse, de l'alimentation, de la pêche, de la production et de la première transformation des produits agricoles, telles que définies au paragraphe 1 de l'art. 32 du traité instituant la Communauté européenne, tel que modifié par le traité d'Amsterdam, ratifié par la loi n° 209 du 16 juin 1998, ainsi que par la législation communautaire et nationale en vigueur. Il a notamment pour mission spécifique de représenter l'Italie auprès de la Commission européenne et du Parlement européen pour la négociation de la politique agricole communautaire.

### Organisation
Le ministère a été réorganisé par le décret présidentiel n° 129 du 22 juillet 2009, portant règlement de réorganisation du ministère des politiques agricoles, alimentaires et forestières, en application de l'article 74 du décret-loi n° 112 du 25 juin 2008, converti, avec des modifications, par la loi n° 133 du 6 août 2008, dans le GURI n° 207 du 7 septembre 2009, en bureaux directement rattachés au ministre, et en trois départements.
Les structures du personnel suivantes dépendent directement du ministre :
- secrétariat spécial du ministre
- service de contrôle interne
- Bureau du Cabinet
- cabinet du porte-parole du ministre
- secrétariat technique du secrétariat du ministre
- bureau législatif
- bureau des relations internationales
- conseiller diplomatique
- bureau des études
- service de presse

Les bureaux suivants sont structurés au sein de l'administration ministérielle:
- Le Département des politiques concurrentielles pour la qualité agroalimentaire, la pêche et les courses * hippiques (Dipartimento delle politiche competitive della qualità agroalimentare, della pesca e dell'ippica

- DIQPAI), qui est divisé en trois directions générales :
- - Direction générale de la promotion de la qualité agroalimentaire et des courses hippiques (PQAI)
  - Direction générale de la pêche maritime et de l'aquaculture (PEMAC)
  - Direction générale du personnel et des affaires générales (AGRET)
- Le département des politiques européennes et internationales et du développement rural (Dipartimento delle politiche europee, internazionali e dello sviluppo rurale - DIPEISR) est divisé en trois directions générales :
  - Direction générale du développement rural (DISR)
  - Direction générale des politiques internationales et européennes (PIUE)
  - Direction générale des forêts (DIFOR)
- Le département de l'Inspection centrale pour la protection de la qualité et la répression des fraudes des produits agroalimentaires (Dipartimento dell'Ispettorato centrale della tutela della qualità e della repressione frodi dei prodotti agro-alimentari - ICQRF), composé de deux directions générales :
  - Direction générale du contrôle de la qualité et de la protection des consommateurs (VICO)
  - Direction générale de la prévention et de la répression des fraudes (PREF)

### Organes consultatifs
Les organes consultatifs du ministère sont
- le Conseil national de l'agriculture, de l'alimentation et de la pêche, en tant qu'organe technique consultatif auprès du ministre, chargé de mener des activités de conseil, d'étude et de recherche de haut niveau.
- le Comité national italien de liaison entre le gouvernement italien et l'Organisation des Nations unies pour l'alimentation et l'agriculture, qui exerce les fonctions et les tâches prévues par le décret législatif n° 1182 du 7 mai 1948, y compris celles d'étudier et de préparer des programmes agroalimentaires à l'appui des activités de la FAO.

### Ancien corps forestier de l'État

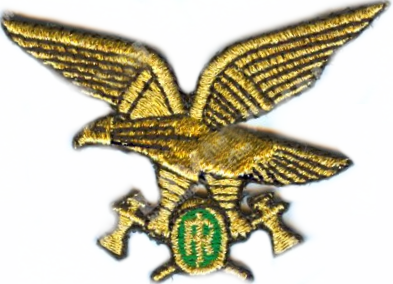
Armoiries du corps forestier de l'État

Au sein du ministère des politiques agricoles, alimentaires et forestières, le Corps forestier d'État, une force de police civile spécialisée dans la protection de l'environnement, la protection des forêts, la préservation des paysages, la conservation de la biodiversité animale et végétale, l'éducation à l'environnement et la lutte active contre les incendies de forêt au moyen d'avions et de directeurs des opérations de lutte contre les incendies (Direttori delle Operazioni di Spegnimento - DOS), fonctionnait avec un personnel distinct et une dépendance autonome. Elle a également géré 130 réserves naturelles d'État et plusieurs fermes expérimentales couvrant un total de plus de 130 000 hectares de terres forestières et a supervisé les 22 parcs nationaux italiens, collaborant avec les autorités des parcs pour les recensements et la récupération de la faune et pour diverses activités techniques et éducatives.
Le Corps forestier d'État a été supprimé le 31 décembre 2016 en application de la réforme Madia, après 194 ans d'activité au service du pays, de ses institutions et de ses citoyens. Ses compétences institutionnelles et ses ressources humaines (8 500 hommes et femmes en uniforme ayant une qualification permanente en matière de police judiciaire et de sécurité publique + 1 500 travailleurs forestiers), ses équipements (1 système d'information relié à des milliers de PC, 16 salles d'opérations du numéro d'urgence téléphonique 1515 reliées à des milliers de radios, téléphones portables et répéteurs, 1 300 véhicules de service, 150 véhicules spéciaux, 36 hélicoptères, 1 avion, des milliers d'armes départementales, de munitions, d'équipements techniques et scientifiques), logistique (1 650 casernes, bureaux, écoles, refuges, chambres sécurisées, armureries, centres de sauvetage de la faune sauvage et bases d'hélicoptères avec le mobilier, les services publics, les logements et les bibliothèques correspondants) et financière (des millions d'euros par an) ont été répartis entre cinq organismes et agences de l'État.
En particulier, les principales fonctions et ressources du Corps forestier de l'État, qui a été dissous, ont été confiées au nouveau Commandement unitaire pour la protection des forêts, de l'environnement et de l'agroalimentaire (Comando unità per la tutela forestale, ambientale e agroalimentare - CUFA), créé au sein du Corps des carabiniers, tandis que d'autres fonctions importantes ont été confiées au Corps des pompiers (lutte contre les incendies de forêt), à la Police d'État (ordre public - concours), à la Guardia di Finanza (secours en montagne, police maritime - concours) et à la nouvelle Direction générale des forêts (DIFOR) créée au sein du MiPAAF (pour l'exercice des fonctions suivantes : politiques forestières nationales, représentation des intérêts forestiers italiens auprès de l'Union Européenne et de l'ONU, arbres monumentaux, forêts anciennes, pépinières forestières, CITES, EUTR- FLEGT et économie de montagne).
Au cours de la législature actuelle, plusieurs projets de loi ont été présentés au Parlement, également grâce à l'action de la Fédération pour la renaissance de la forêt et de l'environnement (FeRFA), visant à rétablir le Service forestier en tant qu'organe opérationnel civil de l'État. Ils sont actuellement examinés par les Commissions mixtes I (Affaires constitutionnelles) et IV (Défense) de la Chambre des Députés.

### Département de la pêche maritime de la capitainerie
Pour l'accomplissement de ses tâches, le ministère s'appuie également sur le département de la pêche maritime de la capitainerie, en tant qu'organisme spécialisé créé au sein du ministère conformément à l'article 4 du décret législatif n° 100 du 27 mai 2005 ; il dépend fonctionnellement du ministre des politiques agricoles, mais hiérarchiquement du ministère des infrastructures et de la mobilité durable, et exerce des fonctions de soutien aux activités de surveillance et de contrôle de la pêche maritime et de l'aquaculture et des chaînes d'approvisionnement correspondantes.

## Entités associées
- L'Agence d'Approvisionnement Agricole (Agenzia per le erogazioni in agricoltura - AGEA)
- Le Conseil pour la recherche agricole et l'analyse de l'économie agricole (Consiglio per la ricerca in agricoltura e l'analisi dell'economia agraria - CREA)
- L'Institut des services des marchés agricoles et alimentaires (Istituto di servizi per mercato agricolo alimentare - ISMEA)

## Ministres
- Voir Liste des ministres italiens de l'Agriculture

## Source
- (it) Cet article est partiellement ou en totalité issu de l’article de Wikipédia en italien intitulé « Ministero delle politiche agricole alimentari e forestali » (voir la liste des auteurs).